# Chatzon
Chatzon (mittelgriechisch Χάτζων) war ein Anführer der Sklavinen auf dem Balkan um das Jahr 615.
Im Jahr 615 griffen slawische Stämme unter ihrem „Exarchen“ (έξαρχος Σκλαβίνων) Chatzon die byzantinische Stadt Thessaloniki an. Ein Eroberungsversuch vom Meer misslang aufgrund eines starken Sturmes. Chatzon kam in die Stadt (als Gefangener oder Emissär?) und wurde getötet. Daraufhin wurde die Belagerung durch die Sklavinen abgebrochen.